# جون غريبين
جون غريبين (John Gribbin) (مواليد 19 مارس 1946)، هو كاتب مؤلف بريطاني، يُعد من أشهر كتاب العلم بأسلوب روائي شائق ومبسط. المؤلف أحد كبار الكتاب العلميين المعنيين بتبسيط العلم وله مؤلفات واسعة الانتشار التي أثارت الإعجاب بقدرته الفائقة على تبسيط أعقد الأفكار مع إثارة حس الدهشة بغرابة الكون لدى القارئ.

## من مؤلفاته المترجمة للعربية
- المجرات: مقدمة قصيرة جدا.
- تسعة تصورات عن الزمن: السفر عبر الزمن بين الحقيقة والخيال.
- ستة أشياء مستحيلة: كموم العزاء وألغاز العالم دون الذري.
- البحث عن قطة شرودنجر فيزياء الكم والواقع.[1]
- ستة أشياء مستحيلة: «كموم العزاء» وألغاز العالم دون الذرِّي.
- سبعة أعمدة للعلم: خفة الثلج المذهلة ومفاجآت علمية أخرى.
- ثمانية احتمالات مستبعدة: لغز القمر وحقائق علمية أخرى لا تُصدق.
- عشر حقائق مشوِّقة: سر زُرقة السماء وإجابات عميقة أخرى عن أسئلة بسيطة.

## روابط خارجية
- الموقع الرسمي